# Guillermo Clericus
Guillermo Clericus Etchegoyen (Valdivia, Chile, 24 de febrero de 1927) es un químico, militar y educador chileno. 
Se casó con Ximena Abell Castro, con quien tuvo cuatro hijas. Estudió en varias escuelas militares y universidades.

## Currículum
Entre sus títulos profesionales se cuentan el de Bachiller en Matemáticas y el de Ingeniero Politécnico Militar, especializado en Química.
Entre los cargos que desempeñó en el Ejército de Chile destacan:
- Director de la Fábrica del Ejército en Talagante, 1962
- Jefe del Departamento de Química del Instituto de Investigaciones y Control

En junio de 1967 decide retirarse del ejército con el grado de Mayor.
Aun así, continúa desempeñando cargos relacionados con la institución castrense:
- Gerente General de la Compañía Minera Disputada de las Condes, 1977

### Educación
Realizó docencia en la extinguida Universidad Técnica del Estado (UTE) y en la Universidad de Concepción.
Además ocupó diversos cargos superiores en empresas privadas y del Estado.

#### Universidad Técnica del Estado
- Profesor de la Facultad de Ingeniería, exsede de Valdivia, 1968
- Miembro del Consejo Superior, 1972
- Secretario nacional administrativo, 1973
- Prorrector, 1974
- Director general de Bibliotecas, 1978

#### Universidad de Concepción
- Pro-Rector, Designado 1976

Durante la intervención de la Junta Militar en la Universidad de Concepción, fue designado como rector de esta universidad desde enero de 1980 hasta el 2 de febrero de 1987.

## Distinciones
Entre las distinciones que recibió, se destaca la de Consejero Honoris Causa de la Sociedad Científica de Chile.
| Predecesor: Heinrich Rochna Viola | Rector de la Universidad de Concepción 1980–1987 | Sucesor: Carlos Von Plessing Baentsch |

- Datos: Q5888450